# Nemzetközi Duero Nemzeti Park

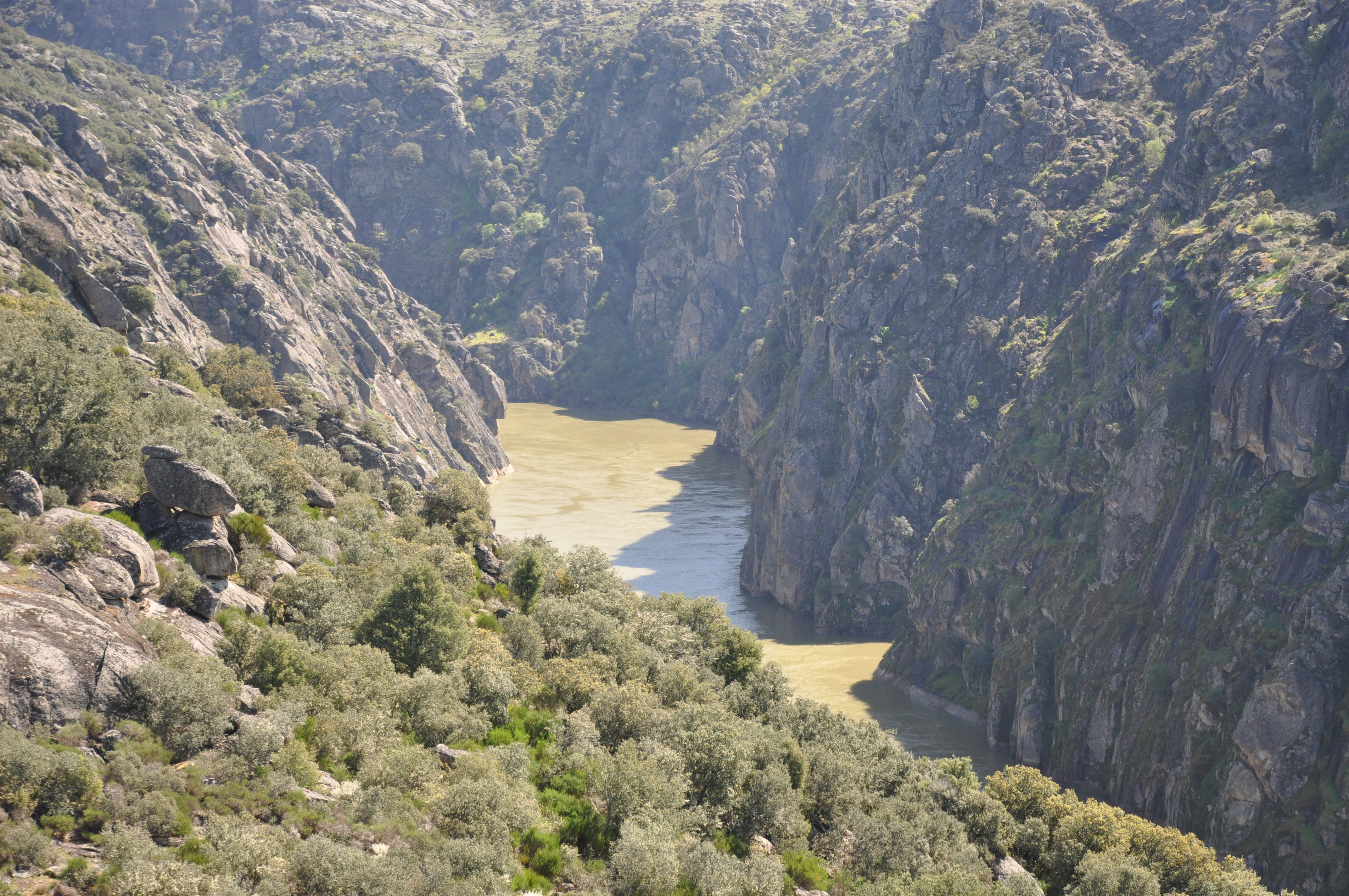
A nemzeti park látképe Miranda do Douro községnél

A Nemzetközi Duero Nemzeti Park (portugál nyelven: Parque Natural do Douro Internacional) egyike Portugália 13 nemzeti parkjának. A nemzeti park a következő községek területén terül el: Miranda do Douro, Mogaduoro, Freixo de Espada à Cinta és Figueira de Castelo Rodrigo. A nemzeti park a Duero folyó mentén, hosszában terül el, a folyó Spanyolország és Portugália közti határvidékét is érintve, ezért is nevezik nemzetközinek. A park az Águeda folyó határmenti területeit is magában foglalja. A nemzeti parkot a helyi természeti szépségek, a helyi állat- és növényvilág védelmének érdekében hozták létre.

## Fordítás
Ez a szócikk részben vagy egészben  az   International Douro Natural Park című angol Wikipédia-szócikk ezen változatának fordításán alapul.  Az eredeti cikk szerkesztőit annak laptörténete sorolja fel. Ez a jelzés csupán a megfogalmazás eredetét és a szerzői jogokat jelzi, nem szolgál a cikkben szereplő információk forrásmegjelöléseként.